# Sessenhausen
Sessenhausen település Németországban, Rajna-vidék-Pfalz tartományban. Lakosainak száma 876 fő (2023. december 31.).

## Népesség
A település népességének változása:
| Lakosok száma | 568  | 911  | 901  | 866  | 873  | 876  |
|               | 1975 | 2017 | 2019 | 2021 | 2022 | 2023 |